# Tärby, Eskilstuna kommun

Tärby är en by i Eskilstuna kommun i Södermanlands län belägen i Vallby socken mellan Torshälla och Sundbyholm. Tärby består av jordbruk, ett mindre antal villor samt sommarbostäder. Området sträcker sig från Vallby kyrka ned till Mälarens norra strand. Till Tärby räknas oftast även grannbyn Hyggeby.